# Max Pauly (Politiker)
Max Pauly (* 25. Februar 1876 in Thening, Oberösterreich; † 31. März 1934 in Linz) war ein österreichischer Politiker der Großdeutschen Volkspartei (GdP).

## Ausbildung und Beruf
Nach dem Besuch der Volksschule ging er an eine Lehrerbildungsanstalt. Später wurde er Fachlehrer in Urfahr. Er verfasste auch zahlreiche Artikel in Fachzeitschriften und Zeitungen.

## Politische Funktionen
- 1918–1919: Mitglied der Provisorischen Landesversammlung Oberösterreichs
- 1927–1934: Abgeordneter zum Oberösterreichischen Landtag (XIII. und XIV. Wahlperiode)
- Zentralausschussmitglied des Oberösterreichischen Landeslehrervereines und des Oberösterreichischen Volksbildungsvereines
- Mitglied des Gemeindeausschusses von Urfahr

## Politische Mandate
- 4. März 1919 bis 9. November 1920: Mitglied der Konstituierenden Nationalversammlung, GdP
- 10. November 1920 bis 20. November 1923: Mitglied des Nationalrates (I. Gesetzgebungsperiode), GdP